# Foky Ottó
Foky Ottó (Sárhida, 1927. június 15. – Budapest, 2012. szeptember 3.) Munkácsy-díjas magyar animációsfilm-rendező.

## Életpályája
Tanítóképző főiskolát végzett rajztanári szakon, két évig pedagógusként is dolgozott. Tanítóként a rajz volt az eszköze, képregényekkel illusztrálta a diákok számára a tananyagot. Kollégái rábeszélésére jelentkezett a Magyar Iparművészeti Főiskolára (a mai MOME), ahol 1956-ban diplomázott díszlet- és bábtervezői szakon. Mestere Varga Mátyás, Miháltz Pál, Jiří Trnka, Hermína Týrlová és pályatársa, Dargay Attila voltak.
A Pannónia Stúdióban 1956 és 1962 között tervező, 1962-től animációs rendező volt. Többek közt Imre István filmjeihez tervezett bábokat. Közös munkájuk emelte nemzetközi rangra a magyar animációs filmkészítést, ekkor született például a St. Gallen-i kaland című alkotás.
1961-ben részt vett a prágai, a belgrádi és a stockholmi magyar iparművészeti kiállításon, 1963-ban a Fényes Adolf Teremben önálló kiállítása is volt.
A hetvenes évektől a nyolcvanas évek közepéig reneszánszukat élték a televíziós sorozatai. Ebben az időben először a Mirr-Murr, a kandúr epizódjai készültek. 1976-77-ben A legkisebb ugrifüles, 1978-79-ben a Varjúdombi mesék, a Makk Marci, és folyamatosan a Tévémaci epizódjai, 1981-től a Misi Mókus kalandjai Tersánszky Józsi Jenő meséi alapján, majd a egész estés '1Éljen Szervác.
A Gyarmat utcában szervezett műtermet, ő lett a Bábfilm Stúdió alapítója és vezetője.
1962-ben rendezőként is bemutatkozott a Siker című filmmel, a szatirikus Így lövünk mi 1966-ban készült. Több száz esti mesét, gyerekfilmet, reklámfilmet rendezett és tervezett. Főbb művei még: Bizonyos jóslatok, Bohóciskola (1956), Ellopták a vitaminomat (1967), Én, az egér (1969), Gyilkosság nokedlival (1970), Ezüst majom (1972), A legkisebb Ugrifüles I-II sorozat (1976), Babfilm (1976), La De sodora (1982), illetve a Süsüke, a sárkánygyerek (2000) című sorozat.
A rendszerváltozással hagyták elsorvadni a magyar animációt, vele a bábfilmgyártást is. Foky hatvanévesen ment nyugdíjba, alkotói tudása teljében. A Magyar Televízió megrendelései azonban elmaradtak, az animációs film állami támogatása nagyrészt megszűnt. A Tévémaci száműzve lett 2007-ig, majd az Mtv 50 éves évfordulója alkalmából kezdték elővenni a régi dolgokat, Foky mellett Dargay és Richly-műveket is.
Feleségével, Foky Emmivel a 90-es években több mesekönyvet illusztrált. Nyugdíjas éveiben a Mamut II-ben tervezte a fordított világot.
Tevékenységét 1964-ben Munkácsy-díjjal, 1970-ben Balázs Béla-díjjal, 1977-ben érdemes művész, 1982-ben kiváló művész kitüntetéssel és mintegy 25 nemzetközi díjjal is elismerték.

## Díjak, elismerések
- 1964: Munkácsy-díj
- 1970: Balázs Béla-díj
- 1977: Érdemes művész
- 1982: Kiváló művész

## Tévémaci
A tévémaci a Magyar Televízió esti mese műsorának szignálja volt. A kisfilm Foky Ottó alkotása, melyet 1964-ben készített.

## Filmjei
| - Siker (1962) - Bohóciskola (1965) - Így lövünk mi (1965) - Ellopták a vitaminomat (1966) - Bizonyos jóslatok (1967) - A nagy mérkőzés (1968) - Én az egér! (1969) - Gyilkosság nokedlival (1970) - Ezüstmajom (1971) - Mérce-mese (1972) - Babfilm (1975) - Kutyasétáltatás (1975) - La Desodora (1983) - Mackók, vigyázzatok! (1984) - Egy világhírű vadász emlékiratai (1968-70) - A kiscsacsi kalandjai (1971) - Mirr-Murr, a kandúr (1972-1975) - Makk Marci mesél (1973) - A legkisebb ugrifüles (1975-1976) - Makk Marci (1977-1978) - Varjúdombi mesék (1978) - Misi Mókus kalandjai (1980) - Varjúdombi meleghozók (1988) - Süsüke, a sárkánygyerek (2001) - Misi Mókus kalandjai (1982) - Éljen Szervác! (1986) | - A Didergő király bánata (1957) - Vetélytársak (1958) - Mi lenne ha…? (1959) - A bölcsőtől az iskoláig (1960) - Szentgalleni kaland (1961) - Bábok és babák (1962) - Sosemvolt király bánata (1962) - Szeretem az állatot (1963) - Harmadik (1963) - A tájékozódás története (1963) - Jóka ördöge (1963) - Csere-bere (1964) - Hobby (1966) - Százarcú Bill (1967) - Somogyi lakodalmas (1968) - Casanova kontra Kékszakáll (1971) - Gyógykígyó (1968) - König, a strucc (1969) - Agyar-magyarázat (1969) - Puszit Oktopusznak (1970) - Ottó és az oroszlán (1970) - Keserű keselyű (1970) - Gorilla csemegéje (1970) - Velem mindig történik valami… (1975) - Makk hetes (1977) - Egészséges, mint a makk (1977) - Makk Marci közbelép (1978) - Ismeretlen ismerős Magyarország (1980) - Nyaralás vadász módra (1981) |